# Dějiny Malty
Dlouhé dějiny Malty počínají v 5. tisíciletí př. n. l. Malta byla tehdy osídlena neznámým národem, o jehož přítomnosti svědčí jen stavební památky. Přibližně od 2000 př. n. l. byla Malta osídlena podruhé. V průběhu dalšího vývoje se zde vystřídali Féničané, Kartágo, Řím, Byzanc, Arabové, Normané, vládci Aragonu a Kastilie, Johanité, Napoleon Bonaparte, v novější době pak Britové. Vzhledem ke své strategické poloze hrála Malta po dlouhá století roli vojenské základny a výspy proti Arabům a Osmanské říši.
Časové údaje především z prvních období jsou nezaručené odhady, v minulosti byly již mnohokrát změněny. Samo Úřední oddělení pro informace Maltské vlády dnes však udává počátek osídlení formulací „před sedmi tisíci lety“, což se vzhledem k dřívějším značně přehnaným údajům maltských pramenů kryje i s jinými zdroji.

## Megalitické období (asi 5200 př. n. l. až 2500 př. n. l.)

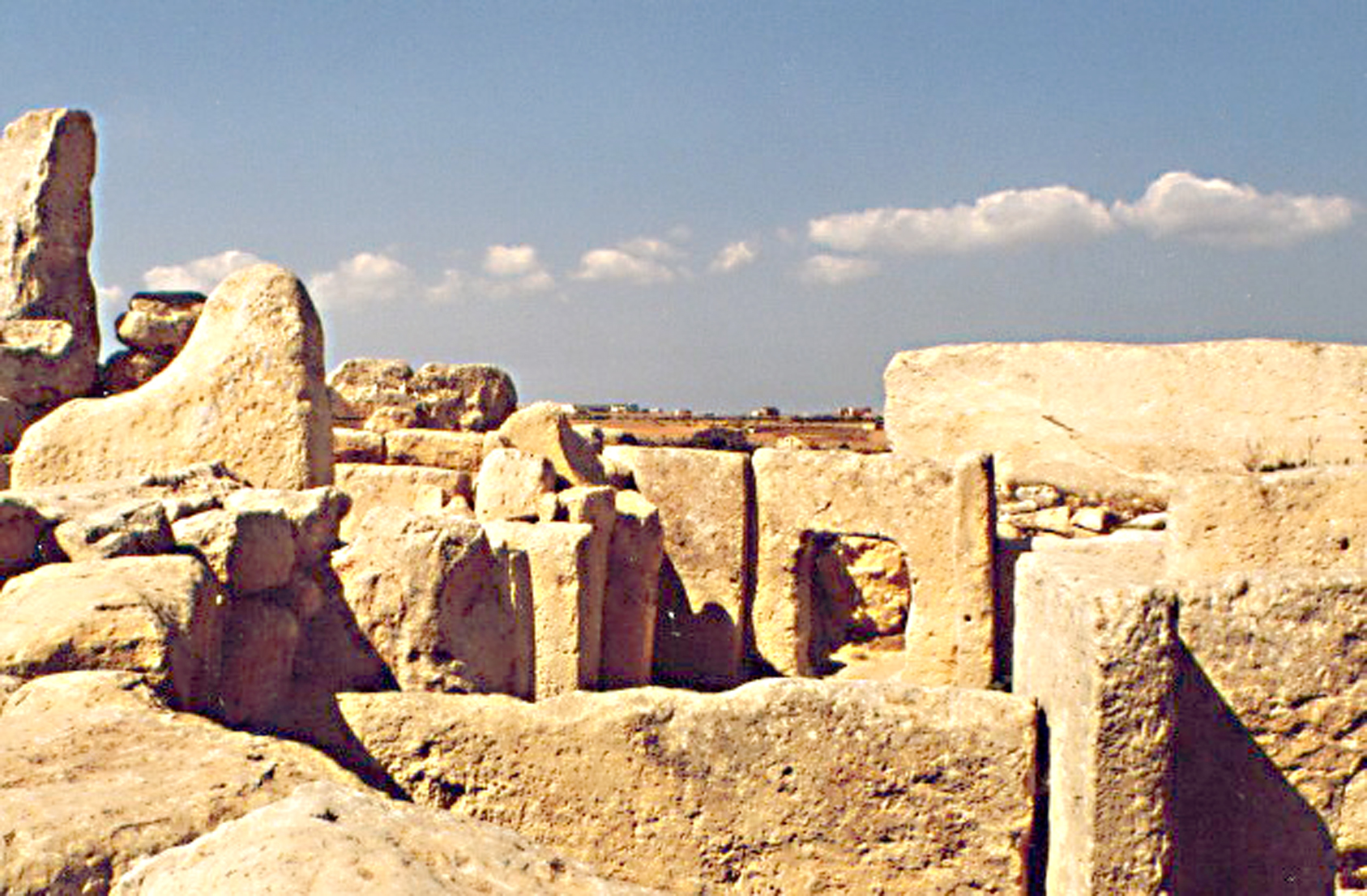
Ħaġar Qim

Megalitické období na Maltě, nazývané podle památek takzvané megalitické kultury, se na Maltě dělí do několika fází podle stylu chrámů a dalších nálezů. Obyvatelstvo neznámého původu, které Maltu osídlilo zřejmě ze Sicílie a žilo v matriarchální společnosti, zanechalo mimo zbytků svých obřadných chrámů i keramiku (tzv. šedivá a červená skorbská fáze) a sošky.
Vznik nejstarších chrámů se datuje na období kolem 4100 př. n. l. Je známo asi 45 těchto staveb, ale jen asi pět jich je dobře zachovalých. K nejznámějším chrámům patří areály Tarxien, Ħaġar Qim, Mnajdra, Ggantija (na ostrově Gozo), a také Hypogeum (podzemní posvátný prostor) v Hal Saflieni.
Po tomto období, asi od 2500 do 2000 př. n. l., bylo souostroví Malty neobydleno. Existence a náhlý zánik původního obyvatelstva jsou dodnes záhadné; mimo jeho chrámů (a zbytků jednoho osídlení) se nedochovaly ani mytické báje.

## Bronzová doba (asi 2000 př. n. l. až 1000 př. n. l.)
Přibližně počátkem 2. tisíciletí př. n. l. počíná druhé osídlení Malty a tím i bronzová doba na ostrově. Podle dodnes neověřené teorie se i toto osídlení uskutečnilo ze Sicílie. Obyvatelstvo přináší na ostrov kov a zbraně.
Zachovány zůstaly dolmeny a také jeden menhir, který se nachází ve vesničce Kirkop. Z této doby pocházejí i dodnes záhadné „kolejnice“, anglicky cart ruts, nejznámější z nich jsou takzvané Clapham Junction (Claphamské křižovatky) na jihu ostrova Malty. Jedná se o paralelně probíhající stopy, vyryté do tvrdé vápencové skály, až 70 cm hluboké s rozestupem mezi 110 a 140 cm; stopy se křižují a spojují. O jejich účelu existuje několik teorií, nejznámější, i když stále neověřené, jsou dvě: dopravní systém a zavlažovací zařízení.

## Féničané a Kartágo (1000 př. n. l. až 218 př. n. l.)
Kolem roku 1100/1000 př. n. l. obsadili Maltu Féničané (pravděpodobně z Týrosu) a dali mu jméno Malet (v překladu: útočiště, útulek), Gozo se jmenovalo Gaulos. Jejich kolonie se brzo stala významným střediskem obchodních cest a výbojů ve Středomoří.
Po roce 800 př. n. l. převzala punská (bývalá fénická) kolonie Kartágo nadvládu nad západním Středomořím a tím i nad Maltou, která se stala ochranou výspou proti řecké kolonizaci ze Sicilie. Punové, jak Féničanům z Kartága Římané později říkali, dále silně ovlivnili kulturu a jazyk na Maltě (v Tas Silgu byl zřízen chrám na počest fénické bohyně Aštarté). Malta se stala výspou proti helénistické kolonizaci a nebyla jí ovlivněna.

## Řím, Gotové a Byzanc (218 př. n. l. až 870 n. l.)
V druhé punské válce byla Malta roku 218 př. n. l. obsazena Římem (z této doby pochází jméno Melita). Malta prosperuje, v druhém století n. l. postupuje přijímání křesťanství místním obyvatelstvem, ačkoli podle místní tradice křesťanskou víru přinesl již sv. Pavel při svém ztroskotání v r. 60 n. l. Především z třetího století pocházejí římské vily, koupele, akvadukty, katakomby a silniční síť.
Po mezivládí Vandalů a Ostrogótů (od 5. století) připadá Malta roku 533 Byzanci, především díky byzantskému generálovi Flaviovi Belisarovi, který Ostrogóty toho roku porazil. V důsledku úpadku říše však zaniká i hospodářský význam Malty.

## Arabové (870 až 1090)
Po obsazení Malty tuniskou dynastií Aghlabovců roku 870 (Malta se nyní jmenuje Maltacheum) dochází k postupné islamizaci obyvatelstva. Malta hraje roli v obchodu, mimo jiné i v obchodu s otroky. Arabové budují různá opevnění, dodnes dochované jsou hradby tehdejšího hlavního města Mdiny. Doba arabské nadvlády výrazně ovlivnila místní kulturu, především jazyk. Arabové přinesli také některé technologické novinky, především v oblasti zavlažovacích systémů, což ovlivnilo místní zemědělství.

## Normané, Aragon, Španělsko (1090 až 1530)
Po období normanských vládců (Roger I. Sicilský a Roger II. Sicilský), kteří Maltu připojili ke svému sicilskému království, připadla Malta císaři a sicilskému králi Friedrichovi II., který během 13. století tehdy opět většinou muslimské obyvatelstvo donutil přestoupit na křesťanství. Po krátkém francouzském mezivládí připadá Malta roku 1282 aragonské koruně (později: spojené království španělské). Ve známost vchází dobře organizované pěstování bavlny na Maltě. Na počátku 15. století Malťané založili samosprávný orgán zvaný Universitá. Roku 1429 Maltu okupovali Maurové. Podařilo se je vyhnat, ale Malťané utrpěli velké ztráty a populace značně poklesla.

## Johanité (1530 až 1798)

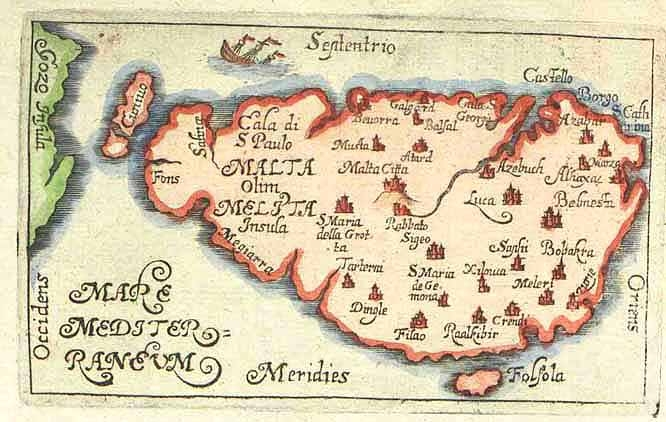
Malta v 17. století

Začátkem 16. století je Středomoří stále silněji ohrožováno arabskými nájezdy a Osmanskou říší, která proniká až na Balkán a vypuzuje z ostrova Rhodos řád Johanitů (Maltézský řád). Císař Karel V. jim věnoval Maltu jako léno. Johanité se zde r. 1530 usazují (jsou pak nadále známi i jako Maltézští rytíři resp. Maltézský řád) a mají chránit Evropu před vpádem Osmanů.
Následuje mnoho osmanských přepadů, především takzvané velké obležení (Great Siege) roku 1565 vojskem sultána Sulejmana I. Velmistr johanitského řádu Jean Parisot de La Valette žádal Evropany o pomoc, ale získal jen několik španělských a italských žoldnéřských skupinek. 18. května 1565 tak vypukla bitva, kde johanité a prostí Malťané stanuli proti pětinásobné osmanské přesile. Na pomoc nakonec přišel místokrál Sicílie García de Toledo. Po čtyřměsíčním obležení a několikatýdenní bitvě se jen za cenu obrovských ztrát podařilo osmanská vojska odrazit. Nečekané maltské vítězství je dodnes zdrojem maltské národní hrdosti. Cena za něj však byla vysoká, Malta byla téměř srovnána se zemí. Pod tímto dojmem zakládá velmistr Jean de la Valette po něm nazvané město a pevnost Valletta. Architektonický návrh La Valetty připravil Ital Francesco Laparelli. Johanité budují další pevnosti a města, z této doby se zachovalo i mnoho paláců, chrámů a kostelů na celém ostrově. Johanité i silně ovlivnili přístup obyvatelstva ke katolické víře.
Po porážce Osmanů se stát ocitl ve zvláštní situaci národnostní a jazykové pestrosti. Johanitský řád se podle jazykové hranice rozdělil na francouzskou, italskou, anglickou, německou, aragonskou, kastilskou a portugalskou část, přičemž každý z těchto podřádů si postavil vlastní sídlo (tzv. auberge). Každý podřád ovládal jednu správní jednotku, v jejímž čele stál tzv. pilier.
Dobré časy Malty pozvolna skončily v 18. století. Příčin bylo několik. Jednak řádem počaly zmítat vnitřní spory, jednak upadl hospodářský význam Středozemního moře a navíc byl oslaben vliv Osmanské říše, v důsledku čehož evropské mocnosti přestali vidět smysl v tom platit Johanitskému řádu „za ochranu“. Z Francie například po francouzské revoluci přestaly přicházet dary úplně.
V červnu roku 1798 kapituloval řád Johanitů před vojskem Napoleona Bonaparte, který Maltu při tažení do Egypta obsadil; jím vypuzený Maltézský řád se pak usadil v Římě. Malťané nespokojení s úpadkovou érou pod johanitskou vládou přivítali Napoleona jako osvoboditele. Nakonec se však zle zklamali, když napoleonská armáda Maltu vyplenila. Obyvatelstvo odpovědělo osmiměsíčním povstáním. O pomoc povstalci požádali Sicilské království, které zase požádalo o pomoc Brity. Britský kapitán Alexandr Bell Francouze z Malty roku 1800 úspěšně vypudil, čímž začala britské éra Malty.

## Britská korunní kolonie
Již roku 1800 obsadila Maltu britská vojska. Britové ignorovali usnesení Amienského míru (1802), podle kterého měl ostrov připadnout zpět Francouzům, a dosáhli v Pařížském míru roku 1814 definitivního začlenění Malty do své říše.
Britové zemi značně reformovali. Do čela státu se postavil generální guvernér (musel to být Brit), tím vůbec prvním se stal Thomas Maitland. Britové zrušili samosprávný orgán Universitá, což se nelíbilo především místní elitě, která začala revoltovat zvláštním „kulturním“ způsobem – odmítala mluvit anglicky a hovořila striktně italsky. Nižší vrstvy však britskou nadvládu uvítaly mnohem více. Britové potřebovali Maltu jako dobře fungující vojenskou a námořní základnu, a tak prostí Malťané získali práci na výstavbě opevnění, loděnic i kasáren. Britové také vhodně reformovali místní zemědělství, namísto bavlny se začaly pěstovat brambory a víno. Rozhýbal se také obchod, zvláště za Krymské války (1853-1856), kdy byla Malta náhle součástí důležitých tras. Kolem roku 1900 žije na Maltě 180 000 obyvatel. Britové se nakonec odhodlali i k reformám politickým – v platnost vstupuje první ústava (1849), je založen úřad arcibiskupa (1858), roku 1921 je volen první maltský parlament a Malta získává částečnou samosprávu. Ne vždy byl tento vývoj hladký a bezkonfliktní. Po první světové válce se Malta propadla do velké hospodářské krize a tisíce lidí hladověly. 7. června 1919 kvůli tomu vypuklo povstání, které bylo britskou armádou krvavě potlačeno. Právě v této situaci se Britové pokusili Malťany uklidnit svoláním prvního parlamentu, de facto ústavodárného shromáždění. Ten nakonec přijal i novou ústavu, která deklarovala, že vnitrostátní otázky řeší maltská správa, zatímco pod kontrolou Britů zůstává jen zahraniční politika, obrana a přistěhovalectví. Jenže po volbách roku 1930 Britové znovu autoritativně zasáhli – výsledek voleb zrušili a pozastavili i platnost ústavy. Po čase dovolili volby nové, avšak výsledek byl předvídatelný – nejvíce hlasů získala proitalská strana. Britové tak volby znovu neuznali a ústavu definitivně zrušili. Malta se tak až do druhé světové války propadla znovu na úroveň klasické kolonie.
Již během první světové války hraje Malta značnou roli pro britskou armádu (Malta tehdy dostala přízvisko „nemocniční sestra Středomoří“). Ve známost však vchází jako „nepotopitelná letadlová loď“ v bitvě o Maltu během druhé světové války, kdy roku 1940 dochází k systematickému a těžkému bombardování celého ostrova italským a německým letectvem z blízké Sicílie a k dlouhé blokádě ostrova ("druhé velké obležení"). V dubnu 1942 je maltskému lidu za zásluhy udělen Jiřího kříž, který dodnes zdobí vlajku a státní znak Malty. Malta zažila v té době tři tisíce náletů, ustaly teprve po spojeneckém vylodění na Sicílii roku 1943.

## Nezávislost
Po válce vděční Britové obnovili samosprávu a parlamentarismus. Nejsilnější silou byla, jako i jinde v poválečné Evropě, místní labouristická strana. Ta vyhrála v prvních volbách a byla v zásadě probritskou, prosazovala stejně jako britská správa angličtinu a maltštinu. Jenže labouristy ochromily vnitřní rozpory, což učinilo rozhodující silou Nacionalistickou stranu (Partit Nazzjonalista), jež vznikla na bázi předválečné proitalské strany. Ta měla jasný cíl: samostatnost.
Po volbách roku 1955 se premiérem stal labourista Dominic Mintoff. Jeho politika byla tradičně probritská, ale postupně přešel na pozice nezávislosti. 20. srpna 1962 vůdce Nacionalistické strany George Borg Olivier, se souhlasem Mintoffových labouristů, oficiálně požádal Spojené království o nezávislost. Britové na rok 1963 svolali jednání do Londýna, kde bylo dohodnuto, že Britové nezávislost udělí, pokud se pro ni Malťané vysloví v referendu. To se konalo roku 1964 a většina se jasně vyslovila pro samostatnost. Když došlo k dohodě, že britská námořní vojska budou moci užívat nadále maltské přístavy, vyhlášení samostatnosti již nic nebránilo. Došlo k němu 21. září 1964.
21. září 1964 získává Malta nezávislost, hlavou státu zůstává britský panovník, zastupovaný guvernérem. 13. prosince 1974 se Malta prohlašuje republikou s voleným prezidentem jako hlavou státu, zůstává však členem britského Společenství národů (Commonwealth of Nations). V čele vlády stojí do roku 1984 Dom Mintoff, pod nímž dochází opět ke konfliktům s církví, k uzavření velitelství organizace NATO, k odchodu britských jednotek a k proklamaci neutrality. Mezi rokem 1984 a 1987 stál v čele maltské vlády Karmenu Mifsud Bonnici, avšak v roce 1987 Labour Party prohrála volby a vládu převzala Nacionalistická strana v jejímž čele stál Edward Fenech Adami. Byl nepřetržitě premiérem, s jediným krátkým přerušením v letech 1996 až 1998, kdy opět vládla Labour Party (premiérem byl Alfred Sant). Od podzimu 1998 až dosud (srpen 2004) je na Maltě stále jednobarevná vláda Nacionalistické strany, od jara 2004 ji vede Lawrence Gonzi, jenž je i premiérem. Edward Fenech Adami byl zvolen prezidentem.
1. května 2004 vstupuje Malta do Evropské unie.